# یوهان کارلستروم
یوهان کارلستروم (به سوئدی: Johan Karlström) (زاده ۱۰ ژانویه ۱۹۵۷) کارآفرین، بازرگان و مدیر ارشد اجرایی سوئدی است، که در حال حاضر به‌عنوان مدیر عامل اجرایی شرکت اسکانسکا فعالیت می‌کند.